# Quiroga Ridge
Quiroga Ridge (englisch; bulgarisch хребет Кирога chrebet Kiroga) ist ein unterseeischer Rücken in der False Bay der Livingston-Insel im Archipel der Südlichen Shetlandinseln. Er erstreckt sich in ostsüdost-westnordwestlicher Ausrichtung über eine Länge von 2,2 km und in Meerestiefen von 50 bis 100 m zwischen dem Ogosta Point an der Roschen-Halbinsel und der gegenüberliegenden Hurd-Halbinsel. Er ist die Endmoräne des Huntress-Gletschers.
Die bulgarische Kommission für Antarktische Geographische Namen benannte ihn 2012 nach Victor Quiroga Martínez, Kapitän des spanischen Forschungsschiffs Hespérides, das zur logistischen Unterstützung bulgarischer Antarktiskampagnen in den 1990er Jahren im Einsatz war.